# 上海協力機構
上海協力機構（シャンハイきょうりょくきこう、中国語: 上海合作组织、中略称: 上合組織、ロシア語: Шанхайская организация сотрудничества、英語: Shanghai Cooperation Organization、英略称: SCO）は、2001年に中国とロシアが主導し設立した、ユーラシアの政治、経済、国際安全保障、防衛組織。中国の上海で設立されたため「上海」の名を冠するが、本部（事務局）は北京である。

## 沿革
- 1996年4月26日 - 中国、ロシア、カザフスタン、キルギス、タジキスタンの首脳会合が開催（上海ファイブ）
- 2001年
  - 6月14日 - 上海ファイブ第6回会合にウズベキスタンが参加
  - 6月15日 - 上海ファイブを前身とする上海協力機構（SCO）が設立される
- 2002年6月7日 - 地域対テロ機構（英語版）（RATS）について軍事協定が締結される
- 2003年
  - 5月29日 - 上海協力機構の事務局を北京に設置する事が決定
  - 8月6日 - 中国とウズベキスタンが対テロ作戦演習を共同実施
- 2004年
  - 1月15日 - 機構事務局の発足式が行われ、张德广（中国語版）（中国）が初代事務総長に就任
  - 6月17日 - モンゴルがオブザーバー参加
- 2005年
  - 7月4日 - イラン、パキスタン、インドがオブザーバー参加
  - 8月19日 - 中露共同軍事演習「平和への使命2005（英語版）」を山東半島で実施
- 2007年
  - 1月1日 - ボラット・ヌルガリエフ（カザフスタン）が第2代事務総長に就任
  - 8月16日 - 正式加盟国6か国による「長期善隣友好協力条約」が調印
  - 8月10日 - 6か国共同軍事演習「平和への使命2007」をチェリャビンスクで実施
- 2008年10月28日 - 上海協力機構大学（ロシア語版）が設立
- 2009年5月15日 - 加盟希望国への暫定案として対話パートナー制度が新設、ベラルーシとスリランカが対話パートナー参加
- 2010年1月1日 - ムラトベク・イマナリエフ（キルギス）が第3代事務総長に就任
- 2012年6月7日 - アフガニスタン・イスラム共和国がオブザーバー参加、トルコが対話パートナー参加
- 2013年1月1日 - ドミトリー・メゼンツェフ（ロシア語版）（ロシア）が第4代事務総長に就任
- 2015年7月10日 - インド、パキスタンが正式加盟、ベラルーシがオブザーバー参加、アルメニア、アゼルバイジャン、ネパール、カンボジアが対話パートナー参加
- 2016年1月1日 - ラッシード・アリモフ（英語版）（タジキスタン）が第5代事務総長に就任
- 2018年8月22日 - 8か国共同軍事演習「平和への使命2018」をチェリャビンスクで実施
- 2019年1月1日 - ウラジーミル・ノロフ（ウズベキスタン）が第6代事務総長に就任
- 2021年9月17日 - イランの正式加盟、サウジアラビア、エジプト、カタールの対話パートナー参加について手続きを行う事を発表
- 2022年
  - 1月1日 - 張明（中国語版）（中国）が第7代事務総長に就任。
  - 9月16日 - 第22回首脳会議にて、アラブ首長国連邦、ミャンマー、クウェート、バーレーン、モルディヴの対話パートナー参加について手続きを行う事を発表。
- 2023年
  - 5月5日 - アラブ首長国連邦、ミャンマー、クウェート、モルディヴが対話パートナー参加国となる[3]。
  - 7月4日 - 第23回首脳会議にてイランが正式加盟[4]。
  - 7月15日 - バーレーンが対話パートナー参加国となる[5][6]。
- 2024年7月4日 - 第24回首脳会議にてベラルーシが正式加盟[7]。
- 2025年
  - 1月1日 - ヌルラン・イェメバエフ（英語版）（カザフスタン）が第8代事務総長に就任。
  - 9月 - 天津で第25回首脳会議が行われ、その後SCO首脳は北京へ移動し抗日戦勝80周年式典に参加予定[8]。

## 歴史

### 成立の経緯

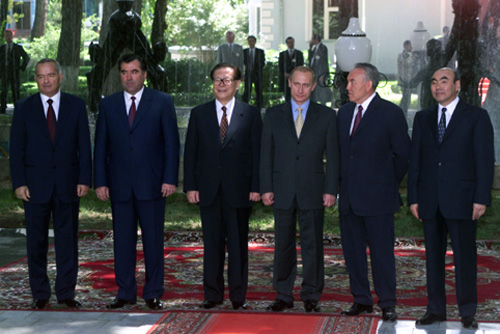
2000年の上海ファイブでの各国首脳

冷戦時代の中華人民共和国はソビエト連邦一国と長大な国境線を持ち、中ソ対立終結後の国境画定交渉で1990年4月に「中ソ国境地帯の兵力削減と信頼醸成措置の指導原則に関する協定」を結んだ。しかし、翌1991年12月のソビエト連邦の崩壊により中国は多くの国と国境を接することになり、これらの旧ソ連圏の内情は、独立国家共同体（CIS）の影響力不足もあって非常に不安定であり、国家統制の及ばない武装勢力から国境を共同で管理して地政学的にもハートランドとして重要なこれらの国に一定の影響力を持つことで、長期的な安全保障を確立する必要があった。
ロシアとしても六四天安門事件で欧米から武器禁輸を受けた中国との軍事的協力関係を深めることで兵器を輸出し、人口と予算の規模で勝る中国との国境に兵力を配備する負担を減らす狙いもあった。また、資源問題でも石油と天然ガスの産出国であるロシアや中央アジアはその消費国で成長著しい中国へのエネルギー供給を強化したい思惑もあり、「国境地区における軍事分野の信頼強化に関する協定」（上海協定）の調印を目的に1996年4月26日に上海で集った上海ファイブがSCOの前身となった。
2000年の上海ファイブの会議にウズベキスタンが参加し、翌2001年6月15日に上海ファイブを構成した中華人民共和国・ロシア・カザフスタン・キルギス・タジキスタン・ウズベキスタンの6か国によってSCOは発足した。同年10月にアメリカ同時多発テロ事件後初の国際会議として注目を集めていたアジア太平洋経済協力（APEC）のサミットが上海で開催されたが、これに先立ち上海の存在を国際的にアピールする結果となった。
SCOは三悪と呼ばれる「テロリズム、分離主義、過激主義」に対する共同対処の他、経済や文化など幅広い分野での協力強化を図る組織であり、名目の上では特定の国を対象とした軍事同盟ではないと述べているが、発足から経過するにつれて次第に単なる国境警備やテロ対策の組織としての枠組みを超えつつある。2003年にSCOに加盟している6か国による初のテロ対策共同訓練を実施した。
経済面では加盟国による実業家委員会やSCO銀行連合体などが設置されている。文化面では軍楽祭や芸術祭などを実施しており、2008年の上海国際博覧会（上海万博）ではパビリオンを出展した。

### 軍事同盟として

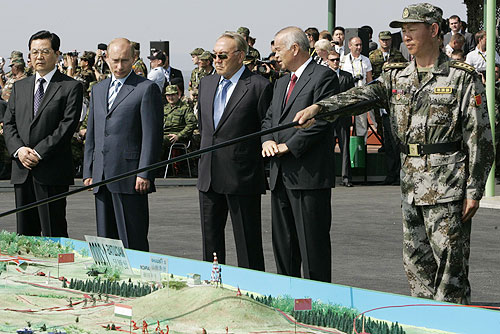
2007年の共同軍事演習で図面での説明を受ける各国首脳

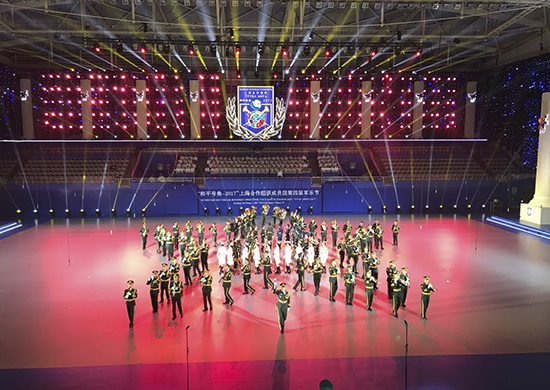
2017年の上海協力機構軍楽祭

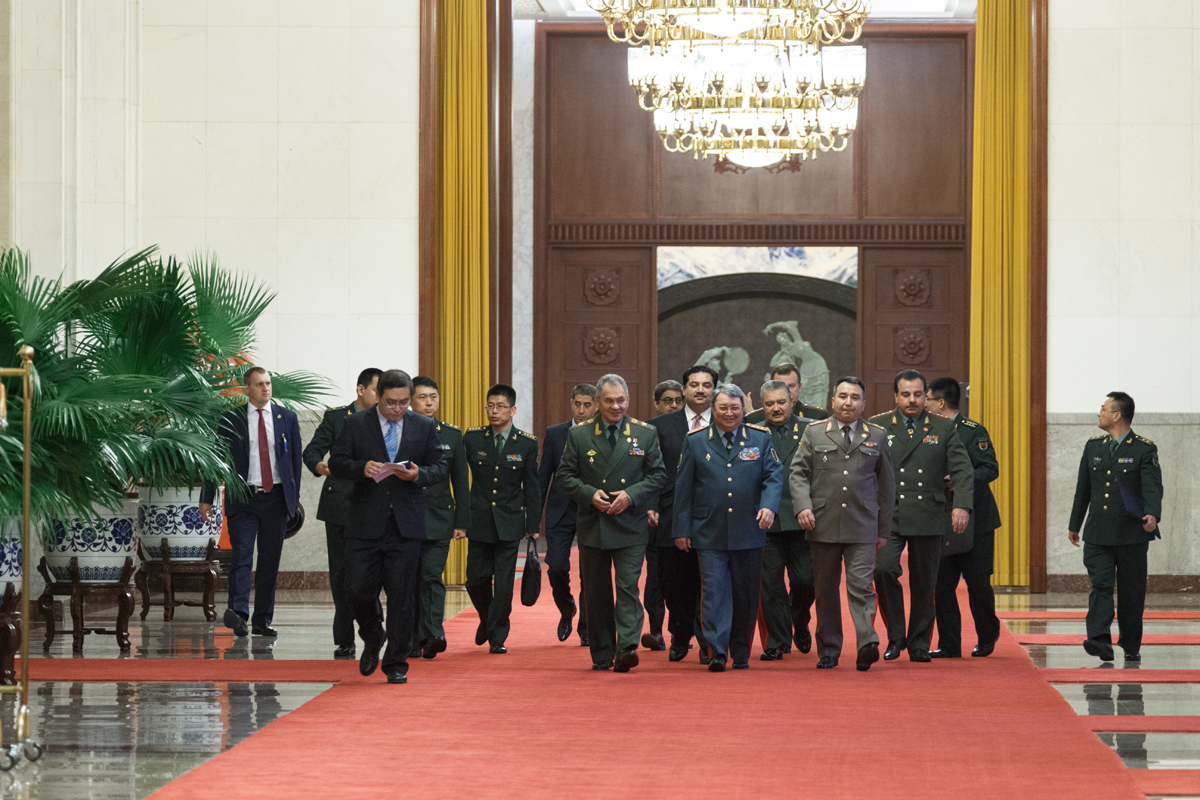
2018年の上海協力機構国防相会議

SCOは加盟国によるユーラシア一帯の安全保障の確立を主な議題としている。しばしばそれは対テロ・分離主義・宗教問題についての意見交換へと発展している。SCOは加盟国による軍参謀総長会議や国防相会議も行っている。
2002年6月7日、アメリカ合衆国大統領のジョージ・W・ブッシュによって対テロ戦争が宣言された世界情勢を受け、サンクトペテルブルクにおいてSCO地域対テロ機構の創設に関する協定が署名された。SCO地域対テロ機構執行委員会の書記局を上海に、本部は米軍基地が当時開設されていたウズベキスタンの首都タシュケントに設置した。
2005年8月、初の中露共同軍事演習「平和への使命2005」を行い、平行してオブザーバーであったインドとの露印軍事演習も開催された。中国、インドとの軍事演習を皮切りにロシアはSCOを通じた軍事協力に積極的な行動を示す様になった。同年、SCOは中露が対米同盟を組むことを懸念した米国のオブザーバー加盟申請を拒否し、アフガニスタンのハーミド・カルザイ政権が半ば「アメリカの傀儡」である事を理由に加盟申請を拒否したり、加盟国ウズベキスタンに駐留するアメリカ軍の撤退を要求するなど、米国との対立路線を形成した。
2007年、ビシュケク・サミットでテロ組織や分離独立運動など、加盟国に脅威を与える勢力に協力して対抗する長期善隣友好協力条約など8条約に調印、サミットでは間接的に「ワシントンへの反感」が示されている。同年にはSCOは集団安全保障条約機構（CSTO）とも共同活動に向けた合意を結んだ。同年にSCO加盟国による6か国合同軍事演習「平和への使命2007」を行った。この軍事演習は中国陸軍1600名、ロシア陸軍2000名を中核に各国の陸軍部隊が一堂に会する大規模なもので、中露以外にはカザフスタン・キルギス・タジキスタンが特殊部隊や空挺部隊を派遣した他、ウズベキスタンが軍高官からなる将校団を派遣した。その後も2009年、2010年、2012年、2013年、2014年、2016年と1～2年に1回のペースで「平和への使命」合同軍事演習が行われ、恒例化している。
2009年、エカテリンブルク・サミットではイランのマフムード・アフマディーネジャード大統領がSCO議会でアメリカを批判、対米同盟としてのSCOに強い期待を寄せる演説を行った。
2014年、地域対テロ機構（RATS）は設立から約1000件のテロを防止して650人のテロリストの逮捕に成功したと発表している。SCOはサイバー戦争も安全保障上の脅威に位置付けており、2015年10月に初のサイバーテロ対策合同演習を廈門で行った。
2017年6月、アスタナのサミットで一帯一路への支持などを掲げるアスタナ宣言が採択された。また、同時期のアスタナ万博にはパビリオンを出展した。同年10月、2009年に中断されていたSCOアフガニスタン連絡グループの活動を再開し、モスクワで会議を開催した。
2018年6月、青島サミットで米国のドナルド・トランプ大統領による保護貿易主義などの政策で意見対立が起きていた同時期のG7の対抗軸としてアピールし、アフガニスタン紛争やシリア内戦の問題の他、北朝鮮核問題やイラン核問題などに共同で取り組む姿勢で一致した。訪中したプーチン大統領は中国最高位勲章を贈られ、2014年にロシアによるクリミアの併合でロシアを除外したG7を人口や購買力などで上回るSCOの枠組みを重視する意向を述べた。また、オブザーバーのモンゴル、イラン、ベラルーシ、アフガニスタンの大統領も出席した。同年12月、アフリカ連合（AU）と対テロ協力の合意を締結した。
2018年8月、新たに上海協力機構へ正式加盟したインド、パキスタンを加えた8か国合同軍事演習「平和への使命2018」を行った。歴史的に印パ戦争で争ってきたインドとパキスタンにとって史上初の国連平和維持活動以外での軍事協力となり、両国の仲介役として存在感を発揮した。2018年9月、中国とオブザーバーのモンゴルが初参加したロシア主導の軍事演習「ボストーク2018」はソ連最大の軍事演習である「ザーパド81」を超える規模であり、その際にロシアのセルゲイ・ショイグ国防相がモンゴルと中国を「同盟国」と呼んで注目され、視察に訪れたロシアのウラジーミル・プーチン大統領も「我々は必要であれば同盟国を支援する」と演説して中国軍兵士4名とモンゴル軍兵士2名に褒章のメダルを与えた。
また中国とロシアはアデン湾、東シナ海、日本海、地中海、オホーツク海、南シナ海、バルト海、南半球などで海軍の合同演習も行うようになり、2019年12月にはアメリカ合衆国と緊張が続いていたオブザーバーのイランとともに中国とロシアはオマーン湾で合同軍事演習を行った。
2019年6月、ビシュケクのサミットでの共同宣言で加盟国が参加しているアスタナのシリア和平協議とSCOアフガニスタン連絡グループやイラン核合意への支持、中露も配備しているS-400の導入撤回を加盟国のインドやトルコに迫っているアメリカを念頭に一方的なミサイル防衛強化への牽制などが盛り込まれた。自然災害への対応にも取り組み、2019年11月に初の震災に対する捜索救助の合同演習をニューデリーで行った。
2021年、米軍撤退に伴ってターリバーン政権が復活したアフガニスタンに包括的な政府の構築を呼びかけ、アフガニスタン情勢に関して集団安全保障条約機構との合同サミットも初めて開催された。

### 加盟国の拡大

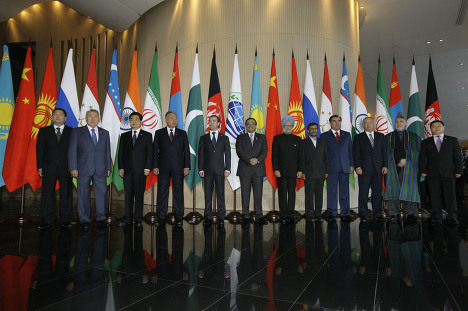
加盟国、オブザーバー、対話パートナー、客員参加も含めた最大規模の会合となったエカテリンブルク・サミットでの参加国首脳 (2009年)

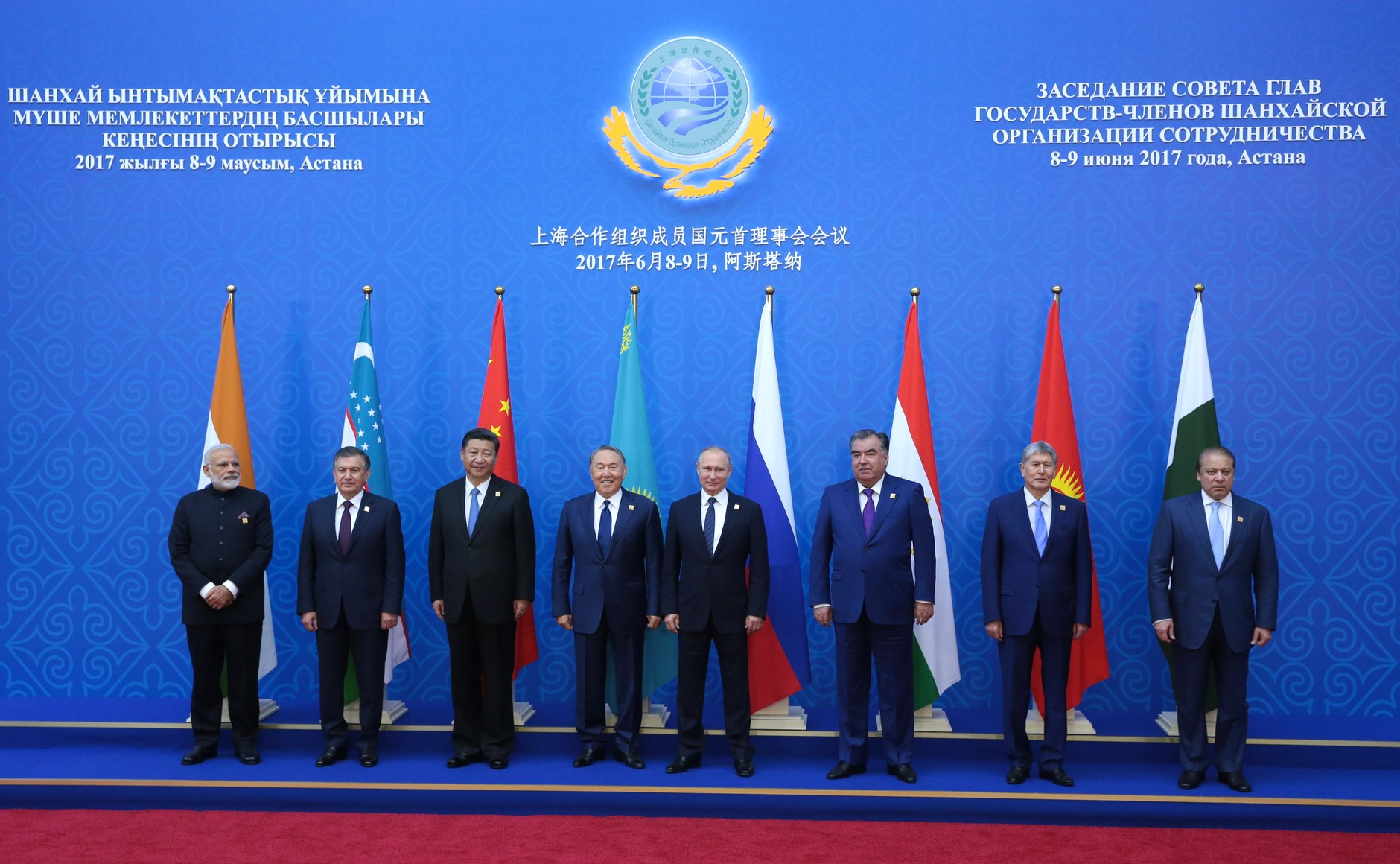
パキスタン、インドの正式加盟により8か国体制となったアスタナ・サミットでの加盟国首脳 (2017年)

SCOの正規加盟国の領域は発足当初は中国以外はロシアや中央アジアといったユーラシア経済共同体の国々のみだったが、インド・パキスタンの正規加盟に伴ってユーラシア大陸の5分の3に達し、加盟国の総人口は30億人を超える規模で世界人口の半分近くを占め、面積と人口では世界最大の地域協力組織となった。
中華人民共和国・ロシア・インドといったユーラシア大陸における潜在的超大国（BRICS）を抱え、モンゴル、アフガニスタン、イラン、トルクメニスタン、トルコ、東南アジア諸国連合（ASEAN）も様々な形で参加するなど、北アジア、西アジア、中央アジア、南アジア、東アジアに勢力を広げて一大連合体に発展する可能性を持つSCOは、いずれ欧米主導のNATOに対抗しうる勢力として成長することを、アフリカやラテンアメリカの発展途上国（G77プラス中国）から期待されている。SCOへの加盟の希望も年々増加の一途をたどり、2004年のモンゴルに始まり、2005年にインド・パキスタン・イランがオブザーバー出席の地位を得た。加盟要請には正規加盟やオブザーバーになるのに必要な資格となる対話パートナーなどの段階的な参加制度を設ける事で対処している。
2012年にはアルメニア、アゼルバイジャン、バングラデシュ、ベラルーシ、ネパール、スリランカが加盟を申請し、2013年には対話パートナーのトルコも正規加盟を要請した。2014年、加盟国の拡大に向けた合意文書を採択、2015年にアルメニア、アゼルバイジャン、スリランカ、ネパール、カンボジアの対話パートナー参加、ベラルーシの対話パートナーからオブザーバーへの昇格、そしてオブザーバーであったインド、パキスタンの正規加盟が決定された。
2015年から2019年にかけてシリア・エジプト・イスラエル・カタール・バーレーン・イラク・サウジアラビアといった中東諸国の参加申請が相次いで発表され、このうちサウジアラビアとカタールとエジプトが2021年9月に対話パートナーとして参加することとなり、イランの正式加盟についても手続きに入った。2022年9月には新たにアラブ首長国連邦、ミャンマー、クウェート、バーレーン、モルディヴが対話パートナーとしての参加が決まり、2023年に対話パートナーとなった。2023年7月にはイランが正式加盟国となり、2024年7月にはベラルーシが正式に加盟して10か国による体制となった。

### 国際組織との協力

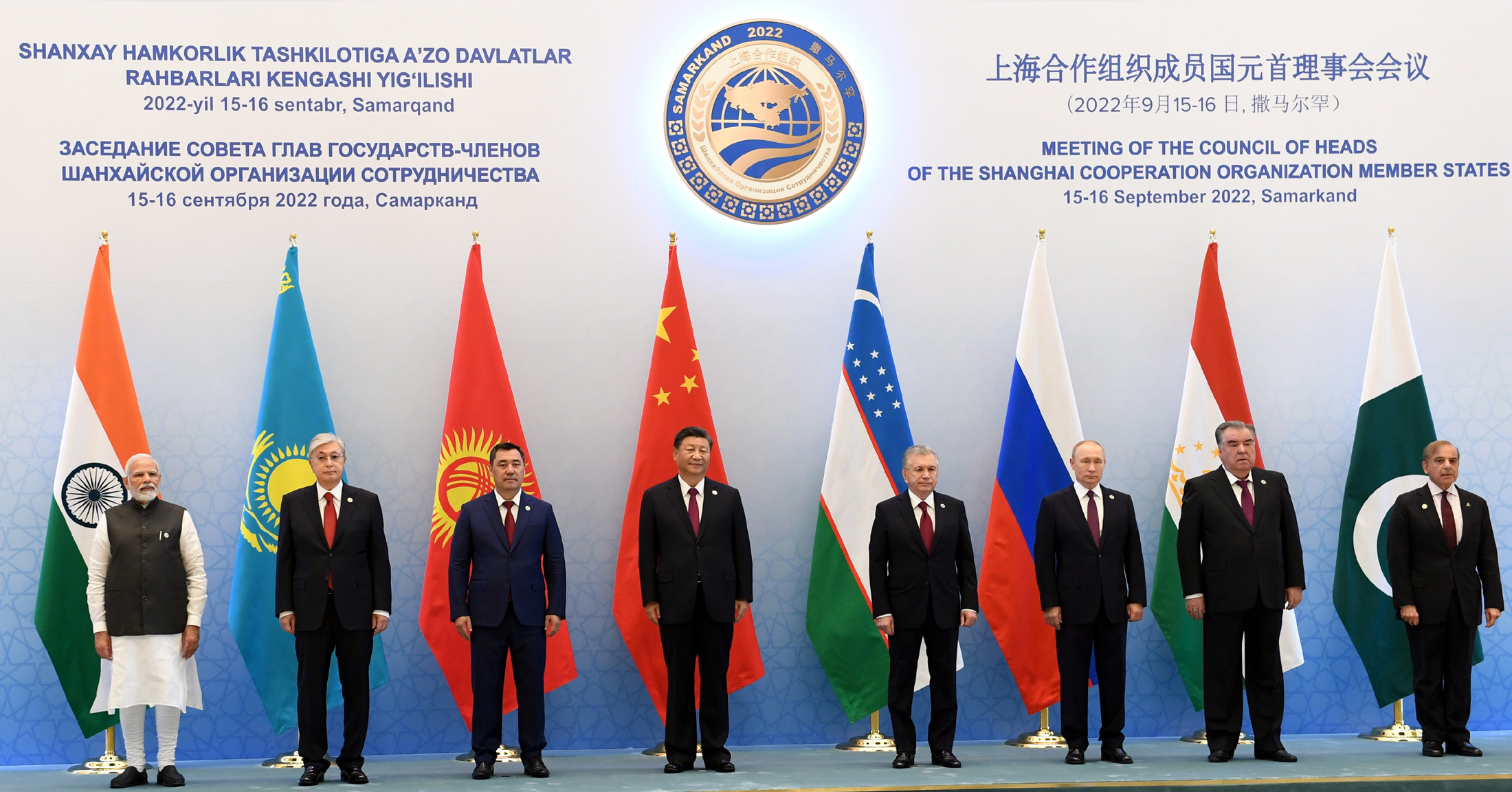
2022年SCO首脳会議での加盟国元首。

2004年に国際連合から国連総会のオブザーバーの地位が付与された。2005年、アスタナのサミットで議長国カザフスタンの大統領ヌルスルタン・ナザルバエフ大統領はモンゴル、イラン、インド、パキスタンの出席者を初めて招待して「我々は人類の半分を代表している」と述べた。また、ASEAN・SCO間、CIS・SCO間で協力に向けた合意を締結した。2006年、ユーラシア経済共同体と協力協定を締結した。
2014年、アジア相互協力信頼醸成措置会議（CICA）の上海の会議でCICAとSCO間で協力に向けた合意が結ばれた。2015年、ウファのサミットで第7回BRICS首脳会議をユーラシア経済連合（EAEU）と合同で開き、インド・パキスタンの正規加盟を決定した。
2016年6月17日、ロシアのプーチン大統領は中国・インド・パキスタン・イランなどのSCO構成国とユーラシア経済連合を軸に築く「大ユーラシア・パートナーシップ」とその第一段階として、中国との連携を目指す構想をサンクトペテルブルク国際経済フォーラム（SPIEF）で発表し、後に中露はその構築で合意した。

## 加盟国

上海協力機構とNATOの加盟国

### 正規加盟国
中国
 ロシア
 カザフスタン
 タジキスタン
 キルギス
これら5か国は原加盟国である。
 ウズベキスタン
2001年に加盟。
 インド
2005年にオブザーバー参加。2014年に加盟申請を行い、2015年に正式加盟が決定された。2017年に加盟手続きを完了した。
 パキスタン
2005年にオブザーバー参加。2015年にインドとともに正式加盟が決定された。2017年に加盟手続きを完了した。
 イラン
2005年当初はオブザーバー参加国であった。国連の制裁が行われている状況下では正規加盟は許可されず、イラン核合意がなされてからはロシアと中国はイランの加盟を支持したものの、タジキスタンの反対で認められなかった。しかし、2021年9月のサミットで正式加盟が認められ、加盟手続きを開始することで加盟国は一致した。2022年9月のサミットではイランが加盟に向けた覚書に調印し、2023年のサミットから正式加盟国として参加した。
 ベラルーシ
2009年、エカテリンブルク・サミットで対話パートナー資格を獲得。加盟国ロシアとはロシア・ベラルーシ連盟国を形成して中国とも深い関係を構築しているが、ベラルーシのアレクサンドル・ルカシェンコ大統領と折り合いのよくないロシア政府は「ベラルーシは東欧の国であり、（アジアを基本としたSCOへの加盟申請は）議論が必要である」と正規加盟に慎重な態度を表明するも、2015年にオブザーバーに昇格。2022年、ベラルーシが正式加盟国としての加盟を申請中であることが明らかにされた。2024年に正式加盟が承認された。

### オブザーバー
モンゴル
2005年に参加。インド・パキスタン・イランに先駆けてオブザーバーの地位を獲得した。モンゴルのツァヒアギーン・エルベグドルジ大統領は永世中立国を目指していることからモンゴルは正規加盟に慎重とされたが、エルベグドルジから大統領を引き継いだハルトマーギーン・バトトルガは正規加盟を検討していると述べている。
 アフガニスタン
先述の通りアメリカ政府との関係から正規参加はおろか、オブザーバーや対話パートナーすら却下されていた。しかし一方で地政学上は同盟の方向性に近く、復興援助という形で関与が行われていたが、2011年にロシア政府はオブザーバー・対話パートナー昇格への協力を表明し、2012年にオブザーバーとなった。一部では正規加盟すら議論に上がっている。しかし、2021年ターリバーン攻勢によってターリバーン政権が復活して以降、アフガニスタンは上海協力機構のサミットに参加していない。

### 対話パートナー
2002年6月7日に決定されたSCO憲章第14条に基いて、2008年に拡大する新規加盟・オブザーバー申請国を受け入れる枠として設けられた。「SCO加盟国・オブザーバーと同じ目標と信念を共有するパートナーであり、対話を通じて協力体制を確立する事を望む国」と定義されている。
 スリランカ
2009年、エカテリンブルク・サミットで対話パートナー資格を獲得。
 トルコ
2012年に対話パートナー資格を獲得。全参加国の中で唯一のNATO加盟国である。2013年11月22日のロシア訪問と2015年7月31日の中国訪問でトルコの首相レジェップ・タイイップ・エルドアンは正規加盟を要請した。
 アゼルバイジャン
 アルメニア
 カンボジア
 ネパール
 エジプト
 カタール
 サウジアラビア
 アラブ首長国連邦
 ミャンマー
 クウェート
 モルディブ
 バーレーン

### 参加申請国
オブザーバーとして
 バングラデシュ
 東ティモール
 アルジェリア
対話パートナーとして
 シリア
 イスラエル
 イラク

### 客員参加
トルクメニスタン
 独立国家共同体
東南アジア諸国連合
 国際連合

## SCO首脳会議の一覧
| 回次   | 開催日                 | 議長国         | 開催地               |
| ------ | ---------------------- | -------------- | -------------------- |
| 第1回  | 2001年6月14日 - 15日   | 中国           | 上海                 |
| 第2回  | 2002年6月7日           | ロシア         | サンクトペテルブルク |
| 第3回  | 2003年5月28日 - 29日   | ロシア         | モスクワ             |
| 第4回  | 2004年6月17日          | ウズベキスタン | タシュケント         |
| 第5回  | 2005年7月5日           | カザフスタン   | アスタナ             |
| 第6回  | 2006年6月14日 - 15日   | 中国           | 上海                 |
| 第7回  | 2007年8月16日          | キルギス       | ビシュケク           |
| 第8回  | 2008年8月28日          | タジキスタン   | ドゥシャンベ         |
| 第9回  | 2009年6月16日          | ロシア         | エカテリンブルク     |
| 第10回 | 2010年6月11日          | ウズベキスタン | タシュケント         |
| 第11回 | 2011年6月15日          | カザフスタン   | アスタナ             |
| 第12回 | 2012年6月6日 - 7日     | 中国           | 北京                 |
| 第13回 | 2013年9月12日          | キルギス       | ビシュケク           |
| 第14回 | 2014年9月11日 - 12日   | タジキスタン   | ドゥシャンベ         |
| 第15回 | 2015年7月9日 - 10日    | ロシア         | ウファ               |
| 第16回 | 2016年6月23日 - 24日   | ウズベキスタン | タシュケント         |
| 第17回 | 2017年6月8日 - 9日     | カザフスタン   | アスタナ             |
| 第18回 | 2018年6月9日 - 10日    | 中国           | 青島                 |
| 第19回 | 2019年6月14日 - 15日   | キルギス       | ビシュケク           |
| 第20回 | 2020年11月10日         | ロシア         | ビデオ会議           |
| 第21回 | 2021年9月16日 - 17日   | タジキスタン   | ドゥシャンベ         |
| 第22回 | 2022年9月15日 - 16日   | ウズベキスタン | サマルカンド         |
| 第23回 | 2023年7月4日           | インド         | ビデオ会議           |
| 第24回 | 2024年7月3日 - 4日     | カザフスタン   | アスタナ             |
| 第25回 | 2025年8月31日 - 9月1日 | 中国           | 天津                 |
| 第26回 | 2026年                 | キルギス       | ビシュケク           |

## 加盟国代表
| 加盟国 | 国家元首 | 政府首脳 |
| ------ | -------- | -------- |
|        |          |          |
|        |          |          |
|        |          |          |
|        |          |          |
|        |          |          |
|        |          |          |
|        |          |          |
|        |          |          |
|        |          |          |
|        |          |          |

## 組織構成

### 指揮系統
上海協力機構は、加盟国の国家元首から構成される元首評議会を最高意思決定機関とする。元首協議会は毎年加盟国の首都の一つで開催する規定となっているSCOサミットで召集され、機構方針の最終決定を行う。その次の意思決定を行う政府首脳評議会も同様に年一回のサミットで召集されて、加盟国政府間での連絡行儀、機構の予算承認等を行っている。政府首脳評議会の直轄組織である外務大臣会議は、元首評議会および首脳評議会の意向を通じて他の国際組織への交渉、国際情勢に対する対処などを決定する。
SCOサミット時以外の平常時における機構運営については下部機関により行われる。国家調整協議会は組織内の調整機関として機能し、各組織との連絡協議を担当する。機構事務局は事務局長を頂点とした執務組織であり、元首評議会および首脳評議会・外務大臣会議の決定事項の具体的実行を担当する。機構運営上、最も重要な機関であると見なされる機構事務局は、中国の北京に設置されている。
国家調整協議会及び機構事務局の指揮下に置かれている地域対テロ機構は、加盟国の国軍による対テロ任務の執行、および執行に必要と判断される軍事協力を行う。地域対テロ機構の作戦目標はテロリズム・分離主義・過激主義の「三悪」を加盟国間から排除する事にあるとされている。

### 組織図
|  |  |  |  |  |  |  |  |  |  |  |  |  |  |  |  |  |  |  |  |  |  |                |                |                |                |                |                |  |  | 元首評議会     |                |                |                |                |                |  |  |                  |                  |                  |                  |                  |                  |              |              |  |  |  |  |
|  |  |  |  |  |  |  |  |  |  |  |  |  |  |  |  |  |  |  |  |  |  |                |                |                |                |                |                |  |  |                |                |                |                |                |                |  |  |                  |                  |                  |                  |                  |                  |              |              |  |  |  |  |
|  |  |  |  |  |  |  |  |  |  |  |  |  |  |  |  |  |  |  |  |  |  |                |                |                |                |                |                |  |  | 政府首脳評議会 |                |                |                |                |                |  |  |                  |                  |                  |                  |                  |                  |              |              |  |  |  |  |
|  |  |  |  |  |  |  |  |  |  |  |  |  |  |  |  |  |  |  |  |  |  |                |                |                |                |                |                |  |  |                |                |                |                |                |                |  |  |                  |                  |                  |                  |                  |                  |              |              |  |  |  |  |
|  |  |  |  |  |  |  |  |  |  |  |  |  |  |  |  |  |  |  |  |  |  | 省庁会議       | 省庁会議       | 省庁会議       | 省庁会議       | 省庁会議       | 省庁会議       |  |  | 外務大臣会議   | 外務大臣会議   | 外務大臣会議   | 外務大臣会議   | 外務大臣会議   | 外務大臣会議   |  |  |                  |                  |                  |                  |                  |                  |              |              |  |  |  |  |
|  |  |  |  |  |  |  |  |  |  |  |  |  |  |  |  |  |  |  |  |  |  | 省庁会議       | 省庁会議       | 省庁会議       | 省庁会議       | 省庁会議       | 省庁会議       |  |  | 外務大臣会議   | 外務大臣会議   | 外務大臣会議   | 外務大臣会議   | 外務大臣会議   | 外務大臣会議   |  |  |                  |                  |                  |                  |                  |                  |              |              |  |  |  |  |
|  |  |  |  |  |  |  |  |  |  |  |  |  |  |  |  |  |  |  |  |  |  |                |                |                |                |                |                |  |  |                |                |                |                |                |                |  |  |                  |                  |                  |                  |                  |                  |              |              |  |  |  |  |
|  |  |  |  |  |  |  |  |  |  |  |  |  |  |  |  |  |  |  |  |  |  |                |                |                |                |                |                |  |  |                |                |                |                |                |                |  |  |                  |                  |                  |                  |                  |                  |              |              |  |  |  |  |
|  |  |  |  |  |  |  |  |  |  |  |  |  |  |  |  |  |  |  |  |  |  | 政府高官委員会 | 政府高官委員会 | 政府高官委員会 | 政府高官委員会 | 政府高官委員会 | 政府高官委員会 |  |  | 国家調整協議会 | 国家調整協議会 | 国家調整協議会 | 国家調整協議会 | 国家調整協議会 | 国家調整協議会 |  |  | 地域対テロ機構   | 地域対テロ機構   | 地域対テロ機構   | 地域対テロ機構   | 地域対テロ機構   | 地域対テロ機構   |              |              |  |  |  |  |
|  |  |  |  |  |  |  |  |  |  |  |  |  |  |  |  |  |  |  |  |  |  | 政府高官委員会 | 政府高官委員会 | 政府高官委員会 | 政府高官委員会 | 政府高官委員会 | 政府高官委員会 |  |  | 国家調整協議会 | 国家調整協議会 | 国家調整協議会 | 国家調整協議会 | 国家調整協議会 | 国家調整協議会 |  |  | 地域対テロ機構   | 地域対テロ機構   | 地域対テロ機構   | 地域対テロ機構   | 地域対テロ機構   | 地域対テロ機構   |              |              |  |  |  |  |
|  |  |  |  |  |  |  |  |  |  |  |  |  |  |  |  |  |  |  |  |  |  |                |                |                |                |                |                |  |  |                |                |                |                |                |                |  |  |                  |                  |                  |                  |                  |                  |              |              |  |  |  |  |
|  |  |  |  |  |  |  |  |  |  |  |  |  |  |  |  |  |  |  |  |  |  |                |                |                |                |                |                |  |  |                |                |                |                |                |                |  |  |                  |                  |                  |                  |                  |                  |              |              |  |  |  |  |
|  |  |  |  |  |  |  |  |  |  |  |  |  |  |  |  |  |  |  |  |  |  | 特別調査委員会 | 特別調査委員会 | 特別調査委員会 | 特別調査委員会 | 特別調査委員会 | 特別調査委員会 |  |  | 機構事務局     | 機構事務局     | 機構事務局     | 機構事務局     | 機構事務局     | 機構事務局     |  |  |                  |                  | 治安任務代表     | 治安任務代表     | 治安任務代表     | 治安任務代表     | 治安任務代表 | 治安任務代表 |  |  |  |  |
|  |  |  |  |  |  |  |  |  |  |  |  |  |  |  |  |  |  |  |  |  |  | 特別調査委員会 | 特別調査委員会 | 特別調査委員会 | 特別調査委員会 | 特別調査委員会 | 特別調査委員会 |  |  | 機構事務局     | 機構事務局     | 機構事務局     | 機構事務局     | 機構事務局     | 機構事務局     |  |  |                  |                  | 治安任務代表     | 治安任務代表     | 治安任務代表     | 治安任務代表     | 治安任務代表 | 治安任務代表 |  |  |  |  |
|  |  |  |  |  |  |  |  |  |  |  |  |  |  |  |  |  |  |  |  |  |  |                |                |                |                |                |                |  |  |                |                |                |                |                |                |  |  |                  |                  |                  |                  |                  |                  |              |              |  |  |  |  |
|  |  |  |  |  |  |  |  |  |  |  |  |  |  |  |  |  |  |  |  |  |  |                |                |                |                |                |                |  |  |                |                |                |                |                |                |  |  |                  |                  |                  |                  |                  |                  |              |              |  |  |  |  |
|  |  |  |  |  |  |  |  |  |  |  |  |  |  |  |  |  |  |  |  |  |  |                |                |                |                |                |                |  |  | 常任委員       | 常任委員       | 常任委員       | 常任委員       | 常任委員       | 常任委員       |  |  | 非政府組織委員会 | 非政府組織委員会 | 非政府組織委員会 | 非政府組織委員会 | 非政府組織委員会 | 非政府組織委員会 |              |              |  |  |  |  |
|  |  |  |  |  |  |  |  |  |  |  |  |  |  |  |  |  |  |  |  |  |  |                |                |                |                |                |                |  |  | 常任委員       | 常任委員       | 常任委員       | 常任委員       | 常任委員       | 常任委員       |  |  | 非政府組織委員会 | 非政府組織委員会 | 非政府組織委員会 | 非政府組織委員会 | 非政府組織委員会 | 非政府組織委員会 |              |              |  |  |  |  |

### 歴代事務総長
| 代 | 事務総長                 | 国籍           | 前職               | 就任日        | 退任日         |
| -- | ------------------------ | -------------- | ------------------ | ------------- | -------------- |
| 1  | 张德广                   | 中国           | 駐露大使           | 2004年1月15日 | 2006年12月31日 |
| 2  | ボラット・ヌルガリエフ   | カザフスタン   | 駐日大使           | 2007年1月1日  | 2009年12月31日 |
| 3  | ムラトベク・イマナリエフ | キルギス       | 大統領顧問         | 2010年1月1日  | 2012年12月31日 |
| 4  | ドミトリー・メゼンツェフ | ロシア         | イルクーツク州知事 | 2013年1月1日  | 2015年12月31日 |
| 5  | ラッシード・アリモフ     | タジキスタン   | 駐中国大使         | 2016年1月1日  | 2018年12月31日 |
| 6  | ウラジーミル・ノロフ     | ウズベキスタン | 駐ベネルクス大使   | 2019年1月1日  | 2021年12月31日 |
| 7  | 張明                     | 中国           | 駐欧州大使         | 2022年1月1日  | 2024年12月31日 |
| 8  | ヌルラン・イェメバエフ   | カザフスタン   | 国防大臣           | 2025年1月1日  | 在任中         |